# 南極物語 (2006年の映画)
『南極物語』（なんきょくものがたり、原題: Eight Below）は、2006年にウォルト・ディズニー・ピクチャーズが製作公開したアメリカ映画およびその邦題である。
フジテレビジョンが製作し1983年（昭和58年）に公開された日本映画『南極物語』のリメイク権をディズニーが取得し、登場人物を米国人とするなどして新たに製作された。

## 概要
基本的なストーリーは実話におおまかに基づいているが、登場人物がアメリカ人に変更されている他、登場する犬の数や犬種（日本版が実話に近づけるためにエスキモー犬の中から樺太犬に容姿が似たものを起用したのに対し、ハリウッド版は樺太犬の設定にこだわらず純血のアラスカン・マラミュートとシベリアン・ハスキーを起用）、ストーリーの流れ、結末等が異なる。
物語の中でなるべく動物を殺したくないというディズニーの意向により、日本版の南極物語より死亡する犬の数が大幅に少ない。

## あらすじ
全米科学財団の南極基地で働くジェリー・シェパードは、パートナーである8頭の犬ぞり曳きの犬と共に様々な困難を乗り越えた一流の南極ガイドであった。
冬が迫ったある日、南極に落ちたと思われる隕石の調査のためにデイビス・マクラーレン博士が南極を訪れる。
時期的にスノーモービルでの探索が危険であったため、マクラーレン博士の調査は犬ぞりで行われることとなり、ジェリーは犬たちと共にメルボルン山を目指すマクラーレン博士に同行する。
しかしジェリーたちの出発後に南極に巨大な嵐が接近していることが判明し、ジェリーたちは早期の帰還を迫られる。
マクラーレン博士は半日だけ猶予が欲しいと懇願し、ジェリーの協力もあって無事に隕石を発見したものの、その帰路で誤って崖から滑落し、割れた氷の隙間から海へと転落してしまう。
ジェリーは犬たちの協力によってなんとかマクラーレン博士の救助に成功し、急いで基地へと帰還するものの、嵐の接近によって基地には退避命令が出ており、重傷のマクラーレン博士や救助の際に両手の指に重度の凍傷を負ってしまったジェリーを速やかに医療施設に搬送するため、基地のスタッフはやむなく犬たちを残して基地を離れることとなった。
しかし、予想外に長引く悪天候により犬たちを迎えに行くことができず、そのまま南極には人が踏み入ることのできない冬が訪れる。
ジェリーがなんとか犬を迎えに行こうと奔走するなか、基地に置き去りにされた犬たちは生きるための闘いに身を投じていた。

## スタッフ
- 監督：フランク・マーシャル
- 脚本：デビッド・ディジーロ

## キャスト
| 役名                   | 俳優                     | 日本語吹替 |
| ---------------------- | ------------------------ | ---------- |
| ジェリー・シェファード | ポール・ウォーカー       | 平田広明   |
| デイビス・マクラーレン | ブルース・グリーンウッド | 谷口節     |
| ケイティ               | ムーン・ブラッドグッド   | 甲斐田裕子 |
| チャーリー・クーパー   | ジェイソン・ビッグス     | 竹若拓磨   |
| アンディ               | ジェラルド・プランケット | 金尾哲夫   |

- その他の声の吹き替え：松熊明子／福田信昭／野沢由香里／西村知道／糸博／佐藤しのぶ／植村喜八郎／浜野基彦／澤山佳小里／根本泰彦

## テレビ放映
| 回数 | 放送局     | 放送枠             | 放送日        | 放送時間    | 放送分数 | 吹替版     | 平均世帯 視聴率 | 備考         |
| ---- | ---------- | ------------------ | ------------- | ----------- | -------- | ---------- | --------------- | ------------ |
| 1    | テレビ東京 | 午後のロードショー | 2016年8月17日 | 13:50-15:55 | 125分    | 劇場公開版 |                 | 地上波初放送 |

- 地上波放送・関東地区のみ記載。
- 視聴率はビデオリサーチ調べ。関東地区でのデータ。